# سکا گادیف

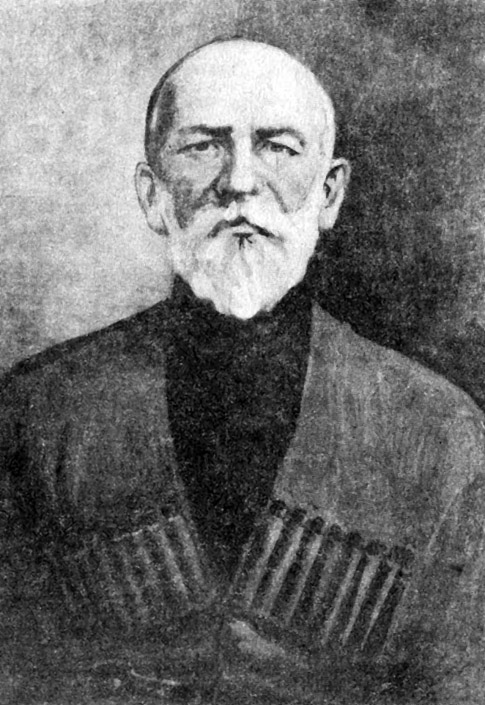

سکا کوتسریویچ گادیف (آسی: Гӕдиаты Куыцырийы фырт Секъа؛ ۱۸۵۵ یا ۱۸۵۷، روستای نیژنی گانیسی در تنگه گود، دوشتی، استان تفلیس - ۲۱ ژوئیه (۳ اوت)، ۱۹۱۵) شاعر و نثرنویس اوستیایی، از کلاسیک‌نویسان ادبیات آسی است. وی همچنین بنیانگذار نثر کلاسیک آسی است.

## زندگی
سکا دوران کودکی خود را در تنگدستی و دشواری سپری کرد. وی خواندن و نوشتن را در ۱۸ سالگی آموخت. در سال ۱۸۷۲ او به عنوان یک خواننده (روحانی) در کلیسای شروع به خدمت کرد. با این حال، با حقوقی ناچیز نتوانست یک خانواده ۸ نفره را تأمین کند و همان سال در جستجوی زندگی بهتر به اوستیای شمالی نقل مکان کرد. در آنجا او همچنان به شغل خوانندگی (روحانی) در روستاهای اوستیا ادامه داد. با این وجود، وضع مادی خانواده‌اش بهبود خاصی نکرد. فرزندان وی، مانند خودش، اغلب مجبور به کارگری بودند.
سال ۱۹۱۲، گادیف در ولادی‌قفقاز ساکن شد.
وی در اواخر دهه هفتاد قرن نوزدهم شروع به نوشتن کرد. با این حال، این دهقان کوهستانی خودآموخته مجبور بود برای گسترش دانش و سواد ادبی خود کوشش طولانی و طاقت‌فرسایی کند.
واضح‌ترین استعداد نویسنده در اواخر قرن ۱۹ نمایان شد. سکا از همان آغاز فعالیت به‌شدت تحت‌تأثیر شعر کستا ختاگوروف قرار گرفت. اولین مجموعه‌شعر گادیف «چوپان ایرونی» در سال ۱۹۰۵ منتشر شد. این مجموعه شامل ۲۵ شعر و ۲۲ افسانه بود. گادیف از همان آغاز فعالیت نویسندگی پیرو رئالیسم بود. او تمام عمر خود را در میان کارگران و فقرا گذراند. وی به‌دلیل قراری ارتباط نزدیک با توده‌ها، اندیشه‌ها و آرزوهای مردم عادی را کاملاً می‌شناخت. وضعیت نابسامان مردم و آرزوی توده‌های کارگر برای آینده‌ای روشن‌تر به‌وضوح در اشعار گادیف منعکس شده‌است.
بسیاری از اشعار سکا به مسائل اخلاقی می‌پردازد. وی علیه، مستی، دزدی، و سستی سخن می‌گفت.
استعداد شگفت‌انگیز وی بیشتر در نثر آشکار شد. او را یکی از بنیان‌گذاران نثر هنرمندانه آسی می‌دانند.
پس از مرگ غم‌انگیز وی در ۲۱ ژوئیه (۳ اوت ۱۹۱۵)، در ولادی‌قفقاز، در نزدیکی صومعه ایلینسکی، که بعداً به کلیسا تبدیل شد، به خاک سپرده شد. قبر او در زمان شوروی گم شد.